# شائوانگ لیو
شائوانگ لیو (انگلیسی: Shaoang Liu؛ زادهٔ ۱۳ مارس ۱۹۹۸) اسکیت‌باز سرعت اهل مجارستان بود.